# Tatum Riley (Scream)
Tatum Riley es un personaje ficticio de la saga Scream, apareciendo únicamente en la primera entrega. Tatum fue interpretada por Rose McGowan como la mejor amiga de Sidney Prescott y hermana del ayudante de policía Dewey Riley, muriendo hacia el final de la película a manos de Ghostface.

## Biografía

### Scream (1996)
Tatum era la hermana menor de diecisiete años de Dewey, la mejor amiga de Sidney y salió con Stu. Ella era muy popular antes de su muerte y una chica luchadora, a la que siempre le gustaba estar en medio de la atención.
Tatum Riley se presentó por primera vez en Woodsboro High , cuando le informa a su mejor amiga, Sidney, de las muertes de Casey Becker y Steven Orth la noche anterior. Después del almuerzo, Tatum está sentada con su novio Stu Macher, Sidney, Billy y Randy junto a la fuente de agua de la escuela. Durante una discusión sobre el asesinato de Casey, descubre Tatum, que Casey abandonó a Stu por Steve después de pensar que Stu se deshizo de Casey por ella. Después de una discriminación de género contra las mujeres por parte de Stu, quien declara que solo un hombre podría hacerlo, lo que el asesino le hizo a Casey, Tatum defendió a las mujeres al decir que las mujeres pueden hacer lo que hagan los hombres. Stu sigue siendo insensible sobre las muertes y Sidney, disgustado por esto, se va. Billy junto con Tatum lo reprenden. Billy lo golpea en el hombro, mientras Tatum pone los ojos en blanco y sacude la cabeza con disgusto.
En la fiesta de Stu, él le pide a Tatum que vaya al garaje por cervezas. Sin embargo,cuando termina de buscar las cervezas, la puerta estaba cerrada, entonces enciende el portón, cuando quiere salir este se traba y se baja bruscamente, cuando Tatum voltea ve a Ghostface. Ella cree que se trata de Randy, que le está gastando una broma, así que le sigue el juego y actúa como víctima, pero Ghostface desenvaña un cuchillo y le hace una cortadura en el brazo. Tatum asustada se va hacia atrás, cuando el asesino se acerca corriendo esta le abre la puerta de la heladera haciendo que este se golpee y caiga, Tatum corre hacia la puerta, pero esta está cerrada,entonces le tira con las cervezas al asesino y lo hace caerse. Esto la hace ganar tiempo para escapar, trata de salir por la puerta del gato, pero se atora, entonces Ghosface activa el portón, con Tatum atorada en él. Finalmente ella muere desnucada cuando el portón llega al final y el motor de este daña. 

### Scream (2022)
25 años después de su muerte, en Scream se muestra un pequeño easter egg en el que se aprecia su urna de cenizas resguardadas en el cámper de su hermano Dewey.